# Oued Guergour
Oued Guergour (en arabe : وادي قرقور) est une rivière qui coule à l'ouest de la ville de Tizi Ouzou.
Elle est alimentée par des rivières en amont du sud de Tizi Ouzou qui drainent également à Oued Guergour du sable et du gravier. En effet, l’Oued Guergour se jette dans le Sebaou qui déferle lui aussi des crêtes les plus élevées de la Grande Kabylie.
C'est une rivière difficile à traverser en hiver.

## Géographie
L'Oued Guergour est un des réceptacles des eaux du versant nord du Djurdjura et de l'Akfadou. Toutes les rivières en amont, ainsi que tous les ruisseaux, s'y jettent inlassablement. Sebaou c'est aussi la partie en aval de la Messouya, son plus grand affluent qui prend naissance sur les hauteurs de Iferhounene.

## Affluents
Les cours d'eau qui se jettent dans l'Oued Guergour:
- Asif Messouya
- Asif Bu Yedɣaɣen
- Asif Userdun
- Tasift Tkanna
- Tasift Tajjelt
- Tasift At Xlili
- Tasif n At Bu Ɛḍa…
- Asif bw_agdur (bougdoura DBK)
- Tasift ugargur (Tadmait)